# 에이먼 칸트
에이먼 칸트(아일랜드어: Éamonn Ceannt, 영어: Edward Thomas Kent 에드워드 토머스 켄트[*], 1881년 9월 21일 ~ 1916년 5월 8일)는 아일랜드의 공화주의자로, 1916년 부활절 봉기에 참여한 것으로 널리 알려져 있다. 칸트는 공화국 선포에 5번째로 서명했으며, 다른 서명자들과 마찬가지로 봉기 진압 이후 처형되었다.